# Битва при Оттерберне
Битва при Оттерберне (англ. Battle of Otterburn, 15 августа 1388 года) — осада замка Оттерберн шотландской армией во главе с графом Дугласом.

## Ход сражения
Городок Оттербёрн находится в графстве Нортамберленд, что на севере Англии у самой границы с Шотландией. Там 15 августа 1388 года и произошло сражение между 9000 англичан под командованием графа Нортумберлендского Генри Перси «Хотспура» и значительно более крупными силами шотландцев во главе с графами Дугласом и Мурреем.
Готспер атаковал шотландские укрепления и был разбит наголову, потеряв около 2000 человек. Шотландцы одержали победу и взяли Генри Перси в плен. Кроме того, в плену оказался Ральф Ламли, 1-й барон Ламли.

## Влияние на мировую литературу
Гибель Джеймса Дугласа в этом сражении послужила одной из основ для ряда английских и шотландских средневековых баллад: «Баллада о погоне», вариант перевода — «Охота в горах Шевиот» (англ. the Ballade of Chevy Chase), по сюжету которой битва разразилась из-за охотничьего конфликта двух лордов в низине реки Твид, также известен вариант баллады «Битва при Оттебурне», в котором зачинщиком конфликта выступает клан Дугласа, а битва в горах Шевиот — соблюдение обоюдной военной договоренности.
Спустя 14 лет в сентябре 1402 года графу Перси удалось взять реванш, разгромив шотландцев в битве при Хомилдон-Хилле. Но спустя год он сам был убит во время мятежа против английского короля Генриха IV, которого и он и его отец ранее горячо поддерживали. Гибель Генри Перси описана в пьесе Шекспира «Король Генрих IV».